# Traktat Sema
Traktat Sema – apokryf Starego Testamentu. Utwór jest astrologicznym traktatem żydowskim podzielonym na 12 krótkich rozdziałów odpowiadających 12 znakom zodiaku, a jego rzekomym autorem jest Sem, syn Noego. Utwór powstał w języku semickim w Egipcie I w. p.n.e. bądź między I a III w. n.e. w Egipcie lub Syropalestynie. Do dzisiejszych czasów zachował się tekst syryjski z XV w. oraz niekompletny aramejski z X w. pochodzący z genizy kairskiej, opublikowany w 1999 roku.